# Світ Юрського періоду 2
«Світ Юрського періоду 2» (англ. Jurassic World 2)— американський науково фантастичний фільм режисера Хуана Антоніо Байони, другий фільм у серії «Світ Юрського періоду». У широкий прокат фільм вийшов 6 червня 2018 року, в Україні прем'єра відбулася 7 червня. Створений за сценарієм Коліна Треворроу та Хуана Антоніо Байони.

## Сюжет
Після інциденту в розважальному парку «Світ Юрського періоду» минуло три роки. Парк покинуто, постраждалим було виплачено компенсації, а динозаврів, що вирвалися на свободу, покинуто напризволяще. Вночі на острів Нублар, де стояв парк, прибувають найманці та спускаються на підводному човні в лагуну, щоб добути зразок ДНК зі скелета динозавра Індомінуса рекса. На човен нападає мозазавр, а коли зразок доставляють на поверхню, найманців атакує тиранозавр. Брама в лагуну лишається відкритою, даючи водним ящерам втекти в світовий океан.
Острову Нублар загрожує знищення через виверження вулкана, тож постає питання чи варто рятувати динозаврів. Колишня менеджер парку Клер Дірінг з техніком Франкліном і палео-ветеринаром Зією створює групу з порятунку динозаврів. Під час слухання в Сенаті в США доктор Ієн Малкольм стверджує, що динозаври загрожують людям, тому їх слід залишити на загибель. Проте з Клер зв'язується Бенджамін Локвуд, колишній партнер Джона Хаммонда, котрий заснував парк. У маєтку Локвуда Клер зустрічає Бенджаміна, його помічника Ілая Міллса і онуку Бенджаміна Мейзі. Локвуд спланував таємну місію з порятунку динозаврів, щоб переправити їх до іншого острова. Врятувати всіх динозаврів неможливо, Ілай особливо стурбований пошуками Блю, останнього велоцираптора. Дресирувальник велоцирапторів Оуен Греді, найнятий для цього, спочатку відмовляється займатися динозаврами, але Клер переконує його вирушити на острів.
Група порятунку, очолювана найманцем Кен Вітлі, прибуває на Нублар і береться за пошук динозаврів. Клер і Франклін активують системи стеження за ящерами, тоді як Оуен з Зією та найманцями розшукує Блю. Знайшовши велоцираптора, Вітлі захоплює динозавра і Зію, а Оуена присипляє і покидає напризволяще. Починається виверження вулкана, Клер і Франклін вдається розшукати та ввімкнути гіросферу, щоб втекти від хмари вулканічного попелу, та сфера падає в океан. Оуен затримується у вольєрі з карнотавром, але врешті наздоганяє Клер із Франкліном, група опиняється на борту корабля найманців, де возз'єднується із Зією.
Корабель, завантажений захопленими динозаврами, прямує на материк, а острів Нублар руйнується вибухом вулкану. В маєтку Локвуда Мейзі підслуховує, що Міллс насправді має угоду з власником аукціону Гуннаром Еверсоллом, який замислив продавати динозаврів. Особливо його цікавить Індораптор — гібрид, створений доктором Генрі Ву, котрий повинен слугувати зброєю. Проте, Індораптор має вади, для виправлення яких необхідна ДНК велоцираптора. Мейзі попереджає Локвуда, та Міллс вбиває його.
Оуен із Клер опиняється в пастці, їх замикають в камері у маєтку Локвуда, тоді як Зія і Франклін уникають полону. В маєтку починається аукціон, Оуен і Клер тікають з камери і знаходять Мейзі. Та показує де відбуваються торги, Оуен звільняє стігімолоха, котрий спричиняє паніку серед учасників аукціону. Індораптор тікає, вбиваючи Вітлі, а потім і Еверсолла.
Міллс розкриває Оуену і Клер, що Мейзі — не онука Локвуда, а клон його загиблої доньки. Саме тому Хеммонд і Локвуд порвали партнерство — Хеммонд вважав, що клонування не слід використовувати на людині. Блю випадково пошкоджує бак з отруйним газом, який загрожує вбити непроданих динозаврів. Індораптор підбирається до Мейзі, та Блю сходиться в бою з гібридом і скидає його на череп трицератопса, завдавши цим смертельної рани.
Мейзі, зжалившись над динозаврами, випускає їх, попри загрозу, що вони втечуть і розмножаться по світу. Міллс тікає з маєтку, прихопивши зразок ДНК Індомінуса рекса, проте опиняється на шляху стада динозаврів. Тиранозавр і карнотавр знаходять його і вбивають. Оуен, Клер і Мейзі спостерігають як динозаври розповсюджується світом. Тим часом найманці забирають результати досліджень Ву та відвозять у невідомому напрямку. Динозаври опиняються поблизу міст, Малкольм коментує це словами, що відтепер людям доведеться жити в одному світі з динозаврами — настав новий Юрський період.

## У ролях
- Кріс Пратт — Оуен Ґрейді
- Брайс Даллас Говард — Клер Дірінг
- Джефф Голдблюм — доктор Ян Малкольм
- Бредлі Вонг — доктор Генрі Ву
- Тобі Джонс — Гуннар Еверсол
- Рейф Сполл — Ілай Міллс
- Джастіс Сміт — Франклін Вебб
- Даніелла Пінеда — Зія Родрігес
- Тед Левайн — Кен Вітлі
- Джеральдіна Чаплін — Айріс
- Джеймс Кромвелл — Бенджамін Локвуд
- Пітер Джейсон — сенатор Шервуд

## Виробництво
Один зі сценаристів і режисер попередньої частини, а тепер продюсер та один зі сценаристів цього фільму, 2015 року сказав[джерело?], що франшиза має розвиватися, історія про групу людей, які тікають від купки динозаврів, швидко набридає, потрібні нововведення, й у новому фільмі дія великою мірою розгортатиметься поза межами островів, оскільки таємниця створення динозаврів потрапляє до рук кількох корпорацій, кожна з яких по-своєму використовуватиме здобуті дані, що, звісно, призведе до катастрофи. Також у фільмі буде піднято тему про захист прав тварин, сам фільм стане похмурішим та страшнішим за попередній, задля чого на посаду режисера було запрошено Хуана Антоніо Байону, у фільмі буде більше аніматроніки та з'являться нові динозаври[джерело?]. Зйомки фільму почалися 23 лютого 2017 року.